# Isotopes du zirconium
Le zirconium (Zr, numéro atomique 40) possède 33 isotopes connus, de nombre de masse variant de 78 à 110 et 5 isomères nucléaires. Parmi ces isotopes, quatre sont stables, 90Zr, 91Zr, 92Zr et 94Zr, et sont présents dans la nature dans un ratio 51/11/17/17 avec un radioisotope naturel, nucléide primordial, 96Zr qui se désintègre par double désintégration β avec une demi-vie observée de 2,0 × 1019 années. 94Zr est aussi suspecté d'être faiblement radioactif, se désintégrant possiblement par double désintégration β en molybdène 94, avec une demi-vie supérieure à 1,1 × 1017 années, mais cette désintégration n'a pour l'instant jamais été observée.
La masse atomique standard attribuée au zirconium est de 91,224 ± 0,002 u.
Parmi les 28 autres isotopes du zirconium, le plus stable est 93Zr, avec une demi-vie de 1,53 million d'années. Les suivants ont des demi-vies plus modestes, 95Zr (64,02 jours), 88Zr (63,4 jours) et 89Zr (78,41 heures), tous les autres ayant des demi-vies inférieures à un jour.
Les isotopes les plus légers se désintègrent principalement par émission de positron (β+), à l'exception de 88Zr qui se désintègre principalement par capture électronique, tous en isotopes de l'yttrium. Les radioisotopes les plus lourds (à commencer par 93Zr) se désintègrent eux principalement par désintégration β− en isotopes du niobium, à l'exception de 96Zr mentionné plus haut.
Le zirconium est l'élément le plus lourd pouvant être formé par fusion symétrique, à partir de 45Sc ou de 46Ca, produisant (via 90Mo et deux désintégrations β) 90Zr et 92Zr, respectivement. Tous les éléments plus lourds sont formés par fusion asymétrique ou durant l'effondrement de supernovas. Comme la plupart de ces processus sont consommateurs d'énergie, la plupart des nucléides des éléments plus lourds que le zirconium sont théoriquement instables, par fission spontanée, mais dans la plupart des cas la demi-vie est trop longue pour pouvoir être observée.

## Isotopes notables

### Zirconium naturel
Le zirconium naturel est composé des quatre isotopes stables 90Zr, 91Zr, 92Zr et 94Zr (ce dernier étant toutefois soupçonné d'être très légèrement radioactif), et du radioisotope primordial 96Zr. Celui-ci se désintègre par double désintégration β avec une demi-vie observée de 2,0 × 1019 années ; il peut théoriquement subir une désintégration β simple qui n'a cependant jamais été observée, avec une demi-vie prédite de 2,4 × 1020 années. 
| Isotope | Abondance (pourcentage molaire) | Section efficace d'absorption thermique (barn) |
| ------- | ------------------------------- | ---------------------------------------------- |
| 90Zr    | 51,45 (40) %                    | 0,1                                            |
| 91Zr    | 11,22 (5) %                     | 1,58                                           |
| 92Zr    | 17,15 (8) %                     | 0,25                                           |
| 94Zr    | 17,38 (28) %                    | 0,075                                          |
| 96Zr    | 2,80 (9) %                      | 0,05                                           |

### Zirconium 89
Le zirconium 89 (89Zr) est l'isotope du zirconium dont le noyau est constitué de 40 protons et de 49 neutrons. C'est un radioisotope se désintégrant par émission de positron (β+) avec une demi-vie de 78,41 heures. Il est produit par irradiation protonique de l'yttrium 89 naturel. Son principal photon gamma a une énergie de 909 keV et le plus énergétique 2,834 MeV.
Il est employé dans des applications de diagnostic spécialisé utilisant la tomographie par émission de positron (PET), par exemple avec des anticorps marqués au zirconium 89 (immuno-PET).

### Zirconium 93
|       | Thermique     | Rapide        | 14 MeV      |
| ----- | ------------- | ------------- | ----------- |
| 232Th | non-fissile   | 6,70 ± 0,40   | 5,58 ± 0,16 |
| 233U  | 6,979 ± 0,098 | 6,94 ± 0,07   | 5,38 ± 0,32 |
| 235U  | 6,346 ± 0,044 | 6,25 ± 0,04   | 5,19 ± 0,31 |
| 238U  | non-fissile   | 4,913 ± 0,098 | 4,53 ± 0,13 |
| 239Pu | 3,80 ± 0,03   | 3,82 ± 0,03   | 3,0 ± 0,3   |
| 241Pu | 2,98 ± 0,04   | 2,98 ± 0,33   | ?           |

Le zirconium 93 (93Zr) est l'isotope du zirconium dont le noyau est constitué de 40 protons et de 53 neutrons. C'est le radioisotope le plus stable après 96Zr, se désintégrant par émission β− (60 keV) avec une demi-vie de 1,53 Ma pour donner le 93mNb qui se désintègre lui avec une demi-vie de 14 ans par émission gamma de faible énergie en 93Nb, stable. C'est une des radioactivités éteintes.
93Zr est l'un des sept produits de fission à vie longue. Un gramme de 93Zr pur présente une radioactivité de 93,06 MBq. Sa faible activité spécifique et la faible énergie de sa radiation limitent les risques que présente cet isotope.
Le zirconium 93 présent dans le combustible usagé a deux origines :
- comme produit de fission présent dans le combustible avec un rendement de 6,3 % (fission de 235U par neutrons thermiques), similaire à celui des autres produits de fission abondants ; il se retrouve alors dans les verres de stockage des déchets radioactifs HAVL (déchets de type C) ;
- comme produit d'activation du zirconium 92 des gaines des barres de combustible (voir Zircaloy). Cependant cette source est limitée du fait de la faible section efficace (0,22 barn) de 92Zr. Elle représente 5 % du 93Zr total présent dans le combustible destiné au retraitement ; il se retrouve dans les conteneurs de déchets de type B.

93Zr a aussi une faible section efficace, 0,7 barn,. La plupart des fissions du zirconium concernent d'autres isotopes ; l'autre isotope avec une section efficace significative est 91Zr (1,24 barn). 93Zr est un candidat moins attractif pour l'élimination par transmutation que ne le sont le technétium 99 ou l'iode 129 par exemple. Sa mobilité dans le sol étant relativement faible, la solution retenue pour sa gestion est en général le stockage en couche géologique profonde.

## Table des isotopes
| Symbole de l'isotope | Z (p)                | N (n)                | Masse isotopique (u) | Demi-vie          | Mode(s) de désintégration, | Isotope(s) fils | Spin nucléaire |
| Symbole de l'isotope | Énergie d'excitation | Énergie d'excitation | Énergie d'excitation | Demi-vie          | Mode(s) de désintégration, | Isotope(s) fils | Spin nucléaire |
| -------------------- | -------------------- | -------------------- | -------------------- | ----------------- | -------------------------- | --------------- | -------------- |
| 78Zr                 | 40                   | 38                   | 77,95523(54)#        | 50# ms [>170 ns]  |                            |                 | 0+             |
| 79Zr                 | 40                   | 39                   | 78,94916(43)#        | 56(30) ms         | β+, p                      | 78Sr            | 5/2+#          |
| 79Zr                 | 40                   | 39                   | 78,94916(43)#        | 56(30) ms         | β+                         | 79Y             | 5/2+#          |
| 80Zr                 | 40                   | 40                   | 79,9404(16)          | 4,6(6) s          | β+                         | 80Y             | 0+             |
| 81Zr                 | 40                   | 41                   | 80,93721(18)         | 5,5(4) s          | β+ (>99,9 %)               | 81Y             | (3/2-)#        |
| 81Zr                 | 40                   | 41                   | 80,93721(18)         | 5,5(4) s          | β+, p (<0,1 %)             | 80Sr            | (3/2-)#        |
| 82Zr                 | 40                   | 42                   | 81,93109(24)#        | 32(5) s           | β+                         | 82Y             | 0+             |
| 83Zr                 | 40                   | 43                   | 82,92865(10)         | 41,6(24) s        | β+ (>99,9 %)               | 83Y             | (1/2-)#        |
| 83Zr                 | 40                   | 43                   | 82,92865(10)         | 41,6(24) s        | β+, p (<0,1 %)             | 82Sr            | (1/2-)#        |
| 84Zr                 | 40                   | 44                   | 83,92325(21)#        | 25,9(7) min       | β+                         | 84Y             | 0+             |
| 85Zr                 | 40                   | 45                   | 84,92147(11)         | 7,86(4) min       | β+                         | 85Y             | 7/2+           |
| 85mZr                | 292,2(3) keV         | 292,2(3) keV         | 292,2(3) keV         | 10,9(3) s         | TI (92 %)                  | 85Zr            | (1/2-)         |
| 85mZr                | 292,2(3) keV         | 292,2(3) keV         | 292,2(3) keV         | 10,9(3) s         | β+ (8 %)                   | 85Y             | (1/2-)         |
| 86Zr                 | 40                   | 46                   | 85,91647(3)          | 16,5(1) h         | β+                         | 86Y             | 0+             |
| 87Zr                 | 40                   | 47                   | 86,914816(9)         | 1,68(1) h         | β+                         | 87Y             | (9/2)+         |
| 87mZr                | 335,84(19) keV       | 335,84(19) keV       | 335,84(19) keV       | 14,0(2) s         | TI                         | 87Zr            | (1/2)-         |
| 88Zr                 | 40                   | 48                   | 87,910227(11)        | 83,4(3) j         | CE                         | 88Y             | 0+             |
| 89Zr                 | 40                   | 49                   | 88,908890(4)         | 78,41(12) h       | β+                         | 89Y             | 9/2+           |
| 89mZr                | 587,82(10) keV       | 587,82(10) keV       | 587,82(10) keV       | 4,161(17) min     | TI (93,77 %)               | 89Zr            | 1/2-           |
| 89mZr                | 587,82(10) keV       | 587,82(10) keV       | 587,82(10) keV       | 4,161(17) min     | β+ (6,23 %)                | 89Y             | 1/2-           |
| 90Zr                 | 40                   | 50                   | 89,9047044(25)       | Stable            | Stable                     | Stable          | 0+             |
| 90m1Zr               | 2319,000(10) keV     | 2319,000(10) keV     | 2319,000(10) keV     | 809,2(20) ms      | TI                         | 90Zr            | 5-             |
| 90m2Zr               | 3589,419(16) keV     | 3589,419(16) keV     | 3589,419(16) keV     | 131(4) ns         |                            |                 | 8+             |
| 91Zr                 | 40                   | 51                   | 90,9056458(25)       | Stable            | Stable                     | Stable          | 5/2+           |
| 91mZr                | 3167,3(4) keV        | 3167,3(4) keV        | 3167,3(4) keV        | 4,35(14) μs       |                            |                 | (21/2+)        |
| 92Zr                 | 40                   | 52                   | 91,9050408(25)       | Stable            | Stable                     | Stable          | 0+             |
| 93Zr                 | 40                   | 53                   | 92,9064760(25)       | 1,53(10)×106 a    | β−                         | 93Nb            | 5/2+           |
| 94Zr                 | 40                   | 54                   | 93,9063152(26)       | Observé stable    | Observé stable             | Observé stable  | 0+             |
| 95Zr                 | 40                   | 55                   | 94,9080426(26)       | 64,032(6) j       | β−                         | 95Nb            | 5/2+           |
| 96Zr,                | 40                   | 56                   | 95,9082734(30)       | 20(4)×1018 a      | β−β−                       | 96Mo            | 0+             |
| 97Zr                 | 40                   | 57                   | 96,9109531(30)       | 16,744(11) h      | β−                         | 97mNb           | 1/2+           |
| 98Zr                 | 40                   | 58                   | 97,912735(21)        | 30,7(4) s         | β−                         | 98Nb            | 0+             |
| 99Zr                 | 40                   | 59                   | 98,916512(22)        | 2,1(1) s          | β−                         | 99mNb           | 1/2+           |
| 100Zr                | 40                   | 60                   | 99,91776(4)          | 7,1(4) s          | β−                         | 100Nb           | 0+             |
| 101Zr                | 40                   | 61                   | 100,92114(3)         | 2,3(1) s          | β−                         | 101Nb           | 3/2+           |
| 102Zr                | 40                   | 62                   | 101,92298(5)         | 2,9(2) s          | β−                         | 102Nb           | 0+             |
| 103Zr                | 40                   | 63                   | 102,92660(12)        | 1,3(1) s          | β−                         | 103Nb           | (5/2-)         |
| 104Zr                | 40                   | 64                   | 103,92878(43)#       | 1,2(3) s          | β−                         | 104Nb           | 0+             |
| 105Zr                | 40                   | 65                   | 104,93305(43)#       | 0,6(1) s          | β− (>99,9 %)               | 105Nb           |                |
| 105Zr                | 40                   | 65                   | 104,93305(43)#       | 0,6(1) s          | β−, n (<0,1 %)             | 104Nb           |                |
| 106Zr                | 40                   | 66                   | 105,93591(54)#       | 200# ms [>300 ns] | β−                         | 106Nb           | 0+             |
| 107Zr                | 40                   | 67                   | 106,94075(32)#       | 150# ms [>300 ns] | β−                         | 107Nb           |                |
| 108Zr                | 40                   | 68                   | 107,94396(64)#       | 80# ms [>300 ns]  | β−                         | 108Nb           | 0+             |
| 109Zr                | 40                   | 69                   | 108,94924(54)#       | 60# ms [>300 ns]  |                            |                 |                |
| 110Zr                | 40                   | 70                   | 109,95287(86)#       | 30# ms [>300 ns]  |                            |                 | 0+             |

1. ↑  En gras pour les isotopes avec des demi-vies plus grandes que l'âge de l'univers (presque stables).
2. ↑  Abréviations :
CE : capture électronique ;
TI : transition isomérique.
3. ↑  Isotopes stables en gras.
4. 1 2 3 4 5 6  Produit de fission.
5. ↑  Théoriquement, le nucléide stable le plus lourd.
6. ↑  Produit de fission à vie longue.
7. ↑  Soupçonné de se désintégrer par β−β− en 94Mo avec une demi-vie supérieure à 1,1×1017 années.
8. ↑  radionucléide primordial.
9. ↑  Théoriquement capable de subir une désintégration β− en 96Nb.

### Remarques
- Il existe des échantillons géologiques exceptionnels dont la composition isotopique est en dehors de l'échelle donnée. L'incertitude sur la masse atomique de tels échantillons peut excéder les valeurs données.
- Les valeurs marquées # ne sont pas purement dérivées des données expérimentales, mais aussi au moins en partie à partir des tendances systématiques. Les spins avec des arguments d'affectation faibles sont entre parenthèses.
- Les incertitudes sont données de façon concise entre parenthèses après la décimale correspondante. Les valeurs d'incertitude dénotent un écart-type, à l'exception de la composition isotopique et de la masse atomique standard de l'IUPAC qui utilisent des incertitudes élargies[8].